# 王辰爾

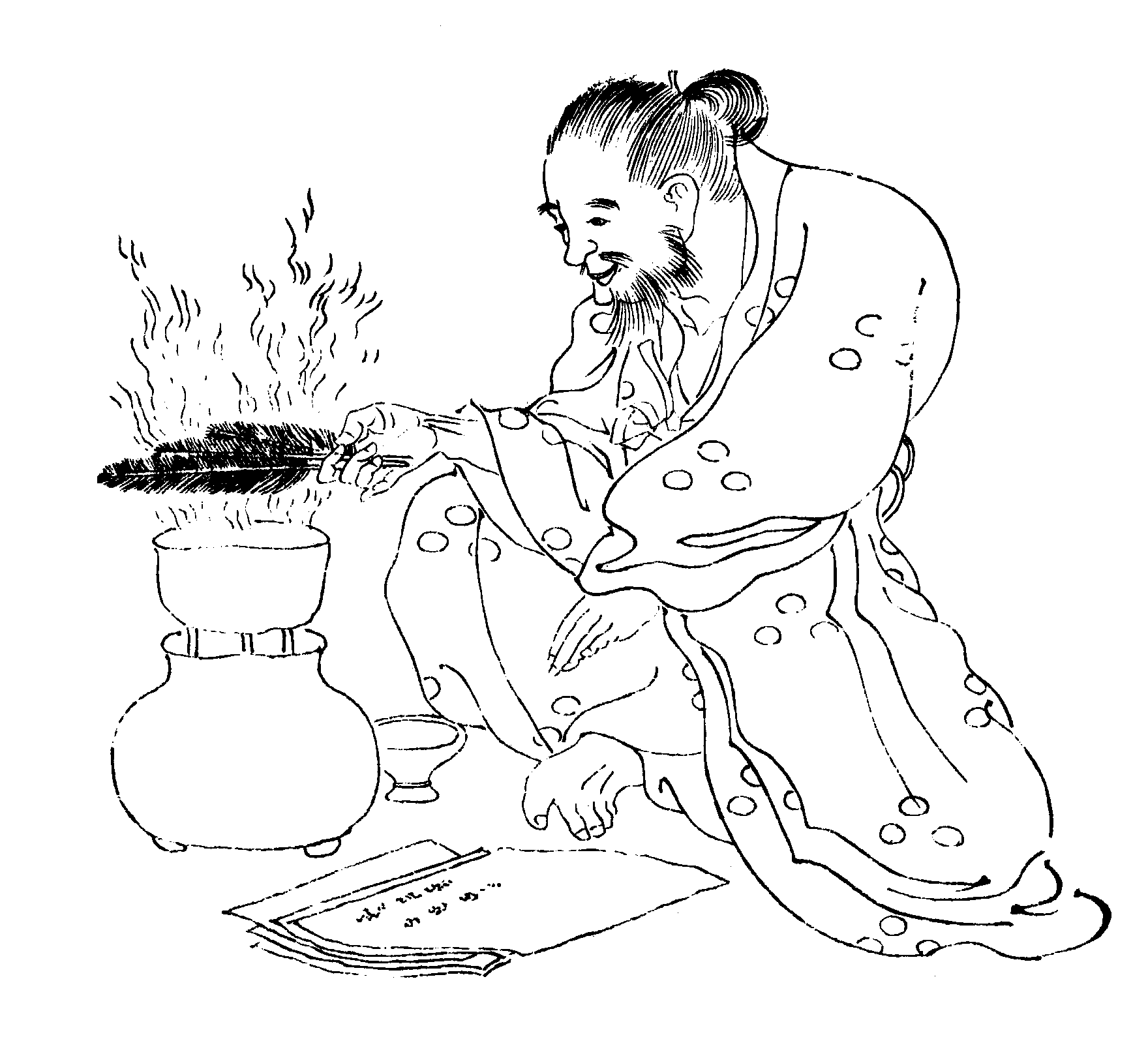
王辰爾（『前賢故実』より）

王辰爾（おうしんに、生没年不詳）は、飛鳥時代の人物。名は智仁とも記される。氏姓は船史。第16代百済王・辰斯王の子である辰孫王の後裔で、塩君または午定君の子。渡来系氏族である船氏の祖。学問に秀で、儒教の普及にも貢献したとされる。

## 人物
王辰爾は、『日本書紀』欽明天皇十四年（553年）記事に船連の始祖であると書かれているのが初出であるが、その出自は示されていない。はるか下った延暦九年（790年）七月条の『続日本紀』の百済王仁貞らの上表文には百済の貴須王の孫で応神朝に渡来した辰孫王の子孫とされているが、これらは、応神朝に渡来したとされる王仁の出自をまねて構成したつくり話しとみるのが通説である。さらに、王仁の出自もつくり話しであり、『論語』『千字文』を携えてきて「ふみの首」の祖になったとされているが、『千字文』は6世紀に成立したので、応神朝にあたる5世紀には存在せず、王辰爾と王仁の出自に関する種々の記事は、7世紀から8世紀の為政者にあった、漢字・漢学は中国が起源であり、それが百済を通過して日本に伝えられたという認識を仮託したものである。また、王辰爾の名は、おそらく王仁の名を意識している。鈴木靖民、加藤謙吉、犬飼隆などは、『日本書紀』の王辰爾の話は、船氏が西文氏の王仁の伝説をまねて創作したものであり、実際は王辰爾の代に新しく渡来した中国南朝系の百済人の始祖伝承であることを指摘している。また、田中史生は、王辰爾が中国系の王氏の姓を持っていることに着目している。王辰爾は王仁の伝説の模倣とみられるが、王仁は楽浪王氏との関係性が指摘されている。王氏は楽浪郡出土の印章、漆器、塼、封泥、墓壁銘などに多く記されており、楽浪郡の有力豪族であったことが知られる。
欽明天皇十四年（553年）勅命を受けた蘇我稲目によって派遣され、船の賦（税）の記録を行った。この功績によって、王辰爾は船司に任ぜられるとともに、船史姓を与えられた。
『懐風藻』の序文には、「王仁は軽島に於いて（応神天皇の御代に）啓蒙を始め、辰爾は訳田に於いて（敏達天皇の御代に）教えを広め終え、遂に俗を漸次『洙泗の風』（儒教の学風）へ、人を『斉魯の学』（儒教の学問）へ向かわしめた」と表現されている。
王辰爾は、高句麗からの国書を読み解き、その上交渉を失敗させ、日本国内における高句麗への不信感を高めさせ、2度目、3度目の高句麗使へまともな対応をしないようにさせており、「日本と高句麗を分断し、自国に有利な外交を進めたい」と考えていた百済にとって最適な人材であった。

## 「鳥羽之状」事件
『日本書紀』には、敏達天皇元年（572年）には、多くの史が3日かけても誰も読むことのできなかった高句麗からの上表文を解読し、敏達天皇と大臣・蘇我馬子から賞賛され、殿内に侍して仕えるように命ぜられた。上表文はカラスの羽に書かれており、羽の黒い色に紛れてそのままでは読めないようにされていたが、羽を炊飯の湯気で湿らせて帛に文字を写し取るという方法で解読を可能にしたという「鳥羽之状」事件が記載してある。しかしながら、「鳥羽之状」事件は、「つくり話し」「当時の現代中国語の読み書き能力に関する説話」「書かれていることがらを歴史上の事実としてはみない」という解釈が通説である。正史の編纂は中央集権国家としての必須の事業であり、その記述は国家の姿勢に添って行われる。『日本書紀』の記述も中国に倣って日本列島における小帝国であろうとした大和朝廷の姿勢に添って行われた。湯気にあてて読んだ云々も、その姿勢に添ったつくり話しであり、実際には多くの史たちの古い知識では書かれた漢文（中古音水準の漢文）が読めなかった事情を反映しているというのが通説である。「鳥羽之状」事件は、つくり話しであり、おそらく国書を携えた使節が高句麗からきたという事実は存在したであろうが、鳥の羽に墨で書かれた暗号という表現は虚構である。
この上表文を携えた高句麗の使節は、前々年の欽明天皇三十一年（570年）に越国に漂着、その後、都に滞在しており、国から国への外交文書が読まれないまま2年間も放置されていたことになり、その事情は、欽明天皇三十二年（571年）記事に、「献物併表」の奏上が行えないまま良日を占って待つうち、天皇が「不予崩御」と説明されており、天皇の代替わりのなかで忘れられていたとある。しかし、欽明天皇の二十三年または二十一年に新羅が任那を滅ぼしたことによる緊張のさなかに高句麗の使節を放置したとするならば、異常事態であり、さらに、肝心の国書も、どのような用件であったのか、『日本書紀』は一切記していない。それは、事件そのものがつくり話しだからとみられる。『日本書紀』「鳥羽之状」後記事では、この高句麗の大使は副使らに殺されており、越国に漂着した際、現地の郡司に調をだまし取られた責任に関する使節間の内紛と書かれている。翌年の敏達天皇二年（573年）記事にも、高句麗の使節が越国に漂着したが、朝廷はこれを怪しんで饗応せずに帰らせ、さらに、その送使が高句麗の使節を殺害する事件が書かれている。これらの事件に仮託された政治的意味は、北周、北斉を意識して大和朝廷と手を結ぼうとする動きが高句麗からあったという程度である。
「鳥羽之状」事件が象徴するのは、外国を意識した漢字の使用、現実的な物言いをすれば当時の中国語の読み書き能力の問題である。すなわち、天皇と大臣は、実際的コミュニケーションに役立たない学問をしていると、史を責めたのであり、現代に例えるなら、効率を急ぐ人が言う国文学科は日本語教育をせよの類の発想である。

## 子孫・同族
子に那沛故が、孫に船王後がおり、子孫はのち連姓に改姓し、さらに一部は天長年間（830年頃）に御船氏（御船連・御船宿禰）に改姓している。
延暦9年（790年）に菅野朝臣姓を賜る事を請願した百済王仁貞・元信・忠信および津真道らの上表によれば、辰爾には兄の味沙と弟の麻呂がおり、それぞれ葛井連・津連の租である。また、これに合致する形で新撰姓氏録において辰孫王の後裔に相当する氏族に、右京の菅野朝臣・葛井宿禰（王辰爾の兄弟である味散君の末裔）・宮原宿禰・津宿禰（王辰爾の兄弟である麻侶君の末裔）・中科宿禰（王辰爾の子あるいは甥の宇志の末裔）・船連のほか摂津国の船連などがみえる。
『日本書紀』によれば、欽明天皇三十年（569年）には王辰爾の甥の胆津が白猪屯倉に派遣され、田部の丁籍が定められた。これにより胆津には白猪史の姓が授けられ、田令に任ぜられた。さらに敏達天皇三年（574年）10月には船史王辰爾の弟の牛が津史姓を与えられた。
『日本書紀』によると王辰爾は船賦を数え録したことを称えられ、船史の氏姓を賜り、王辰爾の甥である胆津が白猪史、さらに王辰爾の弟の王牛が津史の氏姓を賜った。後にそれぞれ連を賜り、さらにその後、船史は宮原宿禰、津史が菅野朝臣、白猪史が葛井連の氏姓を賜った。彼らの祖は古く応神朝の時に日本に来た辰孫王とする伝承もあるが、これは創作であり、実際は王辰爾からはじまった氏族とされる。

## 系譜
- 父：塩君[17]または午定君[21]
- 母：不詳
- 妻：不詳
  - 男子：那沛故[22]